# تیری کاسی
تیری کاسی (انگلیسی: Thierry Kassi؛ زادهٔ ۱ مارس ۲۰۰۰) بازیکن فوتبال اهل ساحل عاج است.
از باشگاه‌هایی که در آن بازی کرده است می‌توان به باشگاه فوتبال آکادمی دی فوت امادو دیالو اشاره کرد.
وی همچنین در تیم ملی فوتبال ساحل عاج بازی کرده است.